# Anthurium dominicense
Anthurium dominicense är en kallaväxtart som beskrevs av Heinrich Wilhelm Schott. Anthurium dominicense ingår i släktet Anthurium och familjen kallaväxter. Inga underarter finns listade.